# Eurolliga 2015-2016
La temporada 2015-16 de la Eurolliga de bàsquet (la màxima competició de clubs de bàsquet a Europa) es disputà del 15 d'octubre de 2015 al 15 de maig de 2016 i l'organitza l'ULEB.

## Seu de la Final a 4
Amb una carta de Siniša Malí, alcalde de Belgrad dirigida a el president de l'Eurolliga, Jordi Bertomeu, va proposar la ciutat com a seu de la final a quatre, però l'11 de maig del 2015 es va fer oficial l'elecció de Berlín com a seu de la final a quatre.

## Sorteig
El sorteig es va celebrar el 9 de juliol de 2015. Els equips es van posar en sis bombos de quatre equips cada un d'acord amb la classificació del club, sobre la base del seu acompliment en les competicions europees durant un període de tres anys.
Dos equips d'un mateix país no poden coincidir junts en el mateix grup de la fase de grups, si és possible. Les nacions de l'ex Iugoslàvia, que competeixen de manera conjunta a la Lliga Adriàtica -Sèrbia, Croàcia, Eslovènia, Montenegro, Macedònia i Bòsnia i Hercegovina- es consideren com un sol país a efectes del sorteig. Arran dels estatuts, la posició més baixa possible que qualsevol club d'aquesta lliga que pot ocupar en el sorteig es calcula sumant els resultats del pitjor equip de cada lliga.
| Equips del Bombo 1          | Punts |
| --------------------------- | ----- |
| CSKA Moscou                 | 178   |
| Real Madrid Baloncesto      | 178   |
| Futbol Club Barcelona Lassa | 171   |
| Olympiakos Piraeus BC       | 170   |

| Equips del Bombo 2       | Punts |
| ------------------------ | ----- |
| Maccabi Fox Tel Aviv BC  | 151   |
| Panathinaikos BC         | 142   |
| Fenerbahçe Ülkerspor     | 129   |
| Anadolu Efes Spor Kulübü | 126   |

| Equips del Bombo 3             | Punts |
| ------------------------------ | ----- |
| Khimki Moscou Region BC        | 125   |
| Saski Baskonia Laboral Kutxa   | 119   |
| Lokomotiv Kuban                | 118   |
| Club Baloncesto Málaga Unicaja | 112   |

| Equips del Bombo 4    | Punts |
| --------------------- | ----- |
| BC Žalgiris Kaunas    | 109   |
| EA7 Milano            | 96    |
| Crvena Zvezda Telekom | 95    |
| Brose Baskets Bamberg | 80    |

| Equips del Bombo 5 | Punts |
| ------------------ | ----- |
| Pınar Karşıyaka    |       |
| Darüssafaka Dogus  |       |
| Cedevita Zagreb    |       |
| Bayern München     |       |

## Fase final
Els quarts de final es van celebrar al millor de cinc partits entre Fenerbahçe, Reial Madrid, Laboral Kutxa, Panathinaikos, CSKA Moscou, Crvena zvezda Telekom, Lokomotiv Kubani FC Barcelona Lassa.
| Equip 1         | Series | Equip 2               | Partit 1 | Partit 2 | Partit 3 | Partit 4 | Partit 5 |
| --------------- | ------ | --------------------- | -------- | -------- | -------- | -------- | -------- |
| Fenerbahçe      | 3–0    | Reial Madrid          | 75–69    | 100–78   | 75–63    |          |          |
| Laboral Kutxa   | 3–0    | Panathinaikos         | 84–68    | 82–78    | 84–75    |          |          |
| CSKA Moscou     | 3–0    | Crvena zvezda Telekom | 84–74    | 77–76    | 78–71    |          |          |
| Lokomotiv Kuban | 3–2    | FC Barcelona Lassa    | 66–61    | 66–92    | 70–82    | 92–80    | 81–67    |

## Final Four
La Final four es va celebrar al Mercedes Benz Arena de Berlín el 13 i 15 de maig de 2016, i vencé el CSKA Moscou.
|  | Semifinals      | Semifinals  |             |    | Final | Final |
|  |                 |             |             |    |       |       |
|  | 13 maig         |             |             |    |       |       |
|  |                 |             |             |    |       |       |
|  | Fenerbahçe      | 88          |             |    |       |       |
|  | Fenerbahçe      | 88          | 15 maig     |    |       |       |
|  | Laboral Kutxa   | 77          |             |    |       |       |
|  | Laboral Kutxa   | 77          | Fenerbahçe  | 96 |       |       |
|  | 13 maig         |             | Fenerbahçe  | 96 |       |       |
|  |                 | CSKA Moscou | 101         |    |       |       |
|  | CSKA Moscou     | CSKA Moscou | 101         | 88 |       |       |
|  | CSKA Moscou     |             |             | 88 |       |       |
|  | Lokomotiv Kuban | 81          |             |    |       |       |
|  | Lokomotiv Kuban | 81          | Tercer lloc |    |       |       |
|  |                 |             |             |    |       |       |
|  | 15 maig         |             |             |    |       |       |
|  |                 |             |             |    |       |       |
|  | Laboral Kutxa   | 75          |             |    |       |       |
|  | Laboral Kutxa   | 75          |             |    |       |       |
|  | Lokomotiv Kuban | 85          |             |    |       |       |